# Saint-Vérain
Saint-Vérain è un comune francese di 357 abitanti situato nel dipartimento della Nièvre nella regione della Borgogna-Franca Contea.

## Società

### Evoluzione demografica
Abitanti censiti